# Rolf Mantel
Rolf Ricardo Mantel (Buenos Aires, 1934 - 1999) fue un economista argentino, hijo de Ricardo Mantel, un ejecutivo textil suizo, e Irma Müller, una argentina de ascendencia alemana. En 1961 se casó con Ana Maria Martirena, también economista, y en 1970 nace su hijo Pablo.

## Estudios
Curso sus estudios secundarios en el Colegio Nacional de San Isidro, donde su facilidad con las matemáticas lo condujo a dedicarse a su estudio. Una anécdota se refiere a un incidente en el colegio en que un profesor de matemáticas le adjudica un "1" (la peor calificación en ese entonces) cuando él había en realidad obtenido un "10". Esto lo empuja a Mantel a redoblar sus esfuerzos en el estudio de matemáticas y se dedicó el resto del año lectivo a corregir en público a este profesor quien resultaba ser bastante equivocadizo en el pizarrón, haciendo, a su manera, justicia.
Durante sus años de estudio en la Facultad de Ciencias Económicas de la Universidad de Buenos Aires, donde cursa la carrera de Contador Público, se sintió especialmente atraído hacia las materias de Economía y Matemáticas. Es ahí que concreta un primer trabajo de investigación en donde analiza el efecto de aumentos en los gastos del gobierno sobre el ingreso nacional. Gracias a ese trabajo, conoce al Profesor Julio H.G. Olivera, quien lo invita a integrarse a su Seminario permanente en Teoría Económica, que le confiere una formación teórica sólida y que le permite en 1961 ganar una beca externa del Consejo Nacional de Investigaciones Científicas y Técnicas (CONICET) y ser aceptado por el Departamento de Economía de la Universidad de Yale para su programa de posgrado. En ese mismo año se gradúa como Contador Público, contrae matrimonio con Ana Maria Martirena (quien también gana una beca externa del CONICET y es aceptada por Yale), y se establece en Connecticut, EE. UU. por cinco años. 
Su fama en Yale como estudiante brillante - que obtuvo HONOURS en todas las materias - iba creciendo a lo largo de los cuatro años que allí residió, hasta que en 1966 la Universidad de Yale le otorgó el título de Doctor of Philosophy in Economics, Ph.D.. Su tesis doctoral, que se tituló "Towards a Constructive Proof of the Existence of Equilibrium in a Competitive Economy" fue supervisada primero por el Profesor Tjalling Koopmans y más tarde por el Profesor Herbert Scarf. El Comité de Graduación recomendó la tesis por su "calidad sobresaliente". Fue publicada íntegramente en el Yale Economic Essays de 1966.

## Desempeño profesional
En 1965 retorna a Argentina incorporándose como Investigador Jefe al Centro de Investigaciones Económicas del Instituto Torcuato Di Tella, posición que mantiene hasta la década de los ochenta. El Centro estaba integrado por economistas graduados en las mejores universidades de Estados Unidos y Europa a nivel de Ph.D., dedicados full time a la investigación y a la enseñanza universitaria. El C.I.E. también recibía la visita frecuente de economistas extranjeros para discutir sus investigaciones en curso en seminarios periódicos.
Las actividades de docencia universitaria de Rolf Mantel - que habían comenzado en 1961 en la Universidad de Buenos Aires como Ayudante de Cátedra - se inician formalmente en 1966 como profesor asociado y luego Profesor titular de Teoría Monetaria y Economía Matemática en la Universidad Católica Argentina. En 1969 es nombrado, luego de un concurso público, Profesor de Teoría de la Política Económica, en la Facultad de Ciencias Económicas de la Universidad de Buenos Aires. En 1972 obtuvo la "tenure" en esta Universidad.
Sin contar viajes cortos para asistir a congresos y seminarios, Rolf regresó a los Estados Unidos por motivos académicos, en cuatro oportunidades. La primera fue como Investigador Asociado del Departamento de Economía de la Universidad de Chicago, durante dos meses en 1966. La segunda fue como profesor titular Visitante de la Cowles Foundation de la Universidad de Yale, durante el año académico 1975/76, al tiempo que su esposa Ana María fue nombrada Profesora Titular Visitante de Economía Internacional (Programa IFEA del Departamento de Economía) y su hijo Pablo iniciaba la escuela primaria en New Haven. La tercera vez fue como profesor titular Visitante del Departamento de Economía de la Universidad de Northwestern, durante el trimestre de invierno de 1979. La cuarta vez fue durante el verano de 1985, como profesor titular Visitante de la Universidad de Harvard, donde enseñó un curso avanzado de Economía Matemática. Su última visita académica se produjo durante el primer trimestre de 1998, el mismo año en que más tarde se le declaró una seria enfermedad. Fue invitado como Visiting Research Fellow en el Instituto Weizmann de Israel, Departamento de Matemáticas.
En 1974, luego de un riguroso proceso de selección, es nombrado Investigador de Carrera en el Consejo Nacional de Investigaciones Científicas, organismo creado en 1955 para la promoción de todas las actividades científicas de Argentina. Los investigadores del Conicet son considerados regularmente para su promoción de clase, en función de la calidad y cantidad de su producción científica. Casi diez años antes de su muerte, Rolf fue promovido a la clase máxima de Investigador Superior.
En 1971, Rolf Mantel se desempeñó como Consejero de la Secretaría de Estado del CONADE (Consejo Nacional de Desarrollo Económico) y más tarde, en 1974 como consejero de la Secretaría de Estado de Ciencia y Técnica.
Después de un período de dos años en que se desempeñó como Miembro Senior del CEMA (Centro de Estudios Macroeconómicos de Argentina, hoy Universidad del CEMA), Rolf aceptó como un desafío la oportunidad de ser el primer Director del Departamento de Economía de la Universidad de San Andrés. Era ésta una universidad privada creada en 1990 desde la prestigiosa y antigua Escuela de San Andrés fundada en 1883 con el impulso de la Comunidad Presbiterian de Buenos Aires. Su tarea docente en la Universidad de San Andrés estaba concentrada en Microeconomía Avanzada y en un curso-seminario muy renombrado sobre Optimización Dinámica y Teoría del Control Óptimo. Rolf ayudó a construir un sólido Departamento de Economía, donde los mejores estudiantes pronto se sintieron atraídos hacia Teoría Económica, debido a su influencia y liderazgo. Muchos de ellos fueron aceptados más tarde como estudiantes de postgrado de Economía en algunas de las mejores universidades de U.S.A. y de Inglaterra.
Enseñar fue siempre una actividad muy importante para Rolf y los estudiantes apreciaban especialmente la paciencia e interés que siempre les demostró. Muchos admiraban y apreciaban su dedicación, tanto como su poderosa mente y su fuego interno hacia la Ciencia. Tuvo siempre un don especial para descubrir los buenos alumnos hacia los cuales tenía una gran comunicación. A su vez, ellos correspondíeron produciendo una especie de "revolución" a través del correo electrónico cuando, en 1998 Rolf maduraba la idea de dejar permanentemente la responsabilidad administrativa como Director de Departamento. El motivo era su deseo de maximizar su tiempo dedicado a la investigación, después de una invitación recibida de una universidad colega.
Rolf estaba absolutamente decidido a concentrar sus actividades en la investigación, a partir de 1999. Era como si presintiera que algún inminente problema con su salud física, no le dejaría mucho tiempo disponible. Como parte de esa "revolución", materializada en una verdadera "lluvia" de mensajes de correo electrónico en todas las direcciones cardinales, muchos estudiantes y profesores jóvenes del Departamento solicitaron a las autoridades de la Universidad el nombramiento de Rolf como profesor Emérito, de modo de poder satisfacer su dedicación full time a la investigación más la docencia de algún curso avanzado. Todos deploraban la posibilidad de perder a Rolf como profesor full-time de San Andrés. La propuesta fue aceptada por las autoridades de la Universidad y finalmente Rolf permaneció fiel a la misma, como así también al notable gesto de los estudiantes que lo había conmovido en forma muy profunda. Fue reconocido en 1996 con el Premio Konex de Platino por su trayectoria en teoría económica, en 1986 había recibido el Diploma al Mérito del mismo premio.

### Principales contribuciones
Hizo importantes aportes a la Economía y la Econometría. Demostró la importancia de las condiciones iniciales en los modelos de crecimiento, lo que permite predecir el tipo de convergencia que puede esperarse las relaciones entre países ricos y pobres. Probó un teorema sobre el equilibrio en la presencia de retornos crecientes a escala, adelantándose a los modelos de crecimiento endógeno de Karl Shell. Desarrolló formas generales de funciones de producción a partir del concepto de elasticidad de sustitución.
Sus trabajos más conocidos, que buscaron definir la demanda agregada excedente, lo condujeron a completar la formulación del teorema de Sonnenschein-Mantel-Debreu, que demostró que los datos fundamentales de una economía, en particular las funciones individuales de demanda, no pueden determinar en forma unívoca el equilibrio correspondiente. Al mismo tiempo comprobó que las funciones de la demanda agregada excedente en la economía de mercado se caracterizan por la continuidad, la homogeneidad y el cumplimiento de la ley de Walras, en una economía en la que esas funciones se derivan de los comportamientos habitualmente aceptados para productores y consumidores. Se puede afirmar entonces la equivalencia lógica entre el modelo de equilibrio general de Walras y los teoremas del punto fijo.